# Wola Zgłobieńska
Wola Zgłobieńska – wieś w Polsce położona w województwie podkarpackim, w powiecie rzeszowskim, w gminie Boguchwała. W 2006 roku rozpoczęto budowę kanalizacji.
| SIMC    | Nazwa   | Rodzaj    |
| ------- | ------- | --------- |
| 0645263 | Granice | część wsi |
| 0645270 | Lisiaki | część wsi |
| 0645286 | Ścieżki | część wsi |
| 0645292 | Zagórze | część wsi |

Wieś, zapisana pod nazwą Nowy Zgłobień i położona w powiecie pilzneńskim województwa sandomierskiego, była w 1440 zastawiona przez Mikołaja z Piotraszówki szlachcicowi Janowi z Bączala.
W latach 1975–1998 miejscowość administracyjnie należała do województwa rzeszowskiego.
Na terenie sołectwa funkcjonują: Szkoła Podstawowa wraz salą gimnastyczną, Filia Gminnej Biblioteki Publicznej, Filia Gminnego Ośrodka Kultury i Wypoczynku oraz kościół pod wezwaniem Matki Boskiej Królowej Polski z 1983 roku wraz z kaplicą cmentarną z 1990.
Kościół jest siedzibą parafii Matki Bożej Królowej Polski należącej do dekanatu Boguchwała, diecezji rzeszowskiej.